# Deus Ex Machina
«Deus Ex Machina» — дебютний студійний альбом норвезької співачки Лів Крістін. Реліз відбувся 2 березня 1998 року.

## Список пісень
Автор музики Гюнтер Іллі. 
| #   | Назва                              | Автор слів     | Тривалість |
| --- | ---------------------------------- | -------------- | ---------- |
| 1.  | «Requiem»                          | (instrumental) | 0:54       |
| 2.  | «Deus Ex Machina»                  | Kristine       | 9:34       |
| 3.  | «In the Heart of Juliet»           | Kristine       | 4:52       |
| 4.  | «3 AM»                             | Brendel        | 5:02       |
| 5.  | «Waves of Green»                   | Hertler        | 5:55       |
| 6.  | «Take Good Care»                   | Brendel        | 3:59       |
| 7.  | «Huldra»                           | Illi           | 2:58       |
| 8.  | «Portrait: Ei tulle med øyne blå»  | Illi           | 3:59       |
| 9.  | «Good Vibes Bad Vibes»             | Brendel        | 3:38       |
| 10. | «Outro»                            | (instrumental) | 0:59       |
| 11. | «3 AM» (No Loop mix) (bonus track) | Brendel        | 4:56       |

## Персонал
- Лів Крістін — вокал
- Гюнтер Іллі — електро та акустичні гітари, клавіші, синтезатор, піаніно, бас, барабани
- Нік Холмс — чоловічий вокал в треці 4
- Стефан Мюллер-Рупперт — оперний вокал в треці 2